# Fusiebelangen
Fusiebelangen (FB) was een Belgische lokale politieke partij uit Hoogstraten.

## Geschiedenis
De partij werd opgericht door de Meerse gemeentebediende Fons Sprangers in de aanloop naar de gemeenteraadsverkiezingen van 1970 onder de naam Gemeentebelangen. De partij slaagde erin de verkiezingen te winnen en Sprangers werd burgemeester van de Kempense gemeente. 
Naar aanleiding van de fusie van Meer met de stad Hoogstraten vervelde de kieslijst tot Fusiebelangen. De partij overtuigde bij de gemeentelijke stembusgang van 10 oktober 1976 15,87% van de kiezers, goed voor drie zetels. Sprangers vormde vervolgens een coalitie met de CVP en werd de eerste burgemeester van de nieuwe fusiegemeente. Bij de lokale verkiezingen van 10 oktober 1982 groeide de partij tot 18,27% en kreeg ze vier verkozenen.
In de aanloop van de gemeenteraadsverkiezingen van 9 oktober 1988 ging de partij op in Agalev.